# La La
"La La" är en låt av den amerikanska sångerskan Ashlee Simpson från hennes album från 2004, Autobiography. I november 2004, i USA spelades den på radio och TV som hennes tredje singel. I Storbritannien (där den är hennes andra singel), släpptes en CD singel i januari 2005.

## Lista över TV-framträdanden
2004
- 18 november: Simpson framförde "La La" på Total Request Live.
- 6 december: Simpson framförde "La La" som ett extranummer i slutet av en konsert på the El Rey Theatre in Los Angeles, Kalifornien, som visades live på internet på AOL.
- 17 december: Simpson framförde "La La" i början av Jingle Ball Rock (showen spelades in den 3 december) och på The Tonight Show (framträdandet sändes runt 00:30 EST den 18 december).
- 31 december: Simpson framförde låten på Dick Clark's New Year's Rockin' Eve 2005, som hon också var programledare i för delar av västkusten.